# Royal Charleroi Sporting Club (féminines)
 (novembre 2023).
Si vous disposez d'ouvrages ou d'articles de référence ou si vous connaissez des sites web de qualité traitant du thème abordé ici, merci de compléter l'article en donnant les références utiles à sa vérifiabilité et en les liant à la section « Notes et références ».
Maillots
Dernière mise à jour : 15 avril 2025.
Le Sporting du Pays de Charleroi, couramment appelé Sporting de Charleroi, est un club de football belge basé à Charleroi. C'est la section féminine du Sporting de Charleroi.

## Histoire
La section féminine du Sporting du Pays de Charleroi est créée en 2020 et intègre directement la Super League.
Pour sa première saison dans la compétition, l'équipe carolo termine à la dernière place à l'issue de la phase classique et à l'avant-dernière place lors des play-offs 2. La saison suivante, elle est dernière des play-offs 2 après avoir obtenu la huitième place en phase classique.